# NGC 6730
NGC 6730 (другие обозначения — PGC 62796, ESO 72-9) — эллиптическая галактика (E1) в созвездии Павлин.
Этот объект входит в число перечисленных в оригинальной редакции «Нового общего каталога».